# Bruna Zrnić
Bruna Zrnić (født 1. april 2003 i Zagreb, Kroatien) er en kvindelig kroatisk håndboldspiller, der spiller for ŽRK Budućnost Podgorica og Kroatiens kvindehåndboldlandshold.
Hun blev kåret som turneringens bedste højre fløj ved U/19-EM i håndbold 2021 i Slovenien, hvor hun desuden også var den femte mest scorende spiller ved slutrunden med 45 mål. Hun skiftede i samme sommer, bare fem dage efter EM-turneringens slutning, til den montenegrinske storklub ŽRK Budućnost Podgorica på en to-årig kontrakt.